# Simonurius quadratarius
Simonurius quadratarius är en spindelart som först beskrevs av Simon 1901.  Simonurius quadratarius ingår i släktet Simonurius och familjen hoppspindlar. Inga underarter finns listade i Catalogue of Life.